# Giovanni Paciullo
Giovanni Paciullo (Francavilla Fontana, 27 gennaio 1948) è un giurista italiano.
Professore ordinario di diritto privato, è stato il Magnifico rettore dell'Università per Stranieri di Perugia dal 2013 al 2018.

## Biografia
Laureato in giurisprudenza presso l'Università "La Sapienza" di Roma, negli anni accademici dal 2001 al 2004, ha svolto attività didattica presso la facoltà giurisprudenza dell'Università degli Studi di Bologna.
Parlamentare democristiano nella X e XI Legislatura, è stato membro della commissione giustizia e della commissione cultura della Camera dei deputati, occupandosi nell'attività legislativa prevalentemente di disciplina della comunicazione e di sistema universitario.
È stato consigliere comunale di Perugia dal 1975 al 1985, è giurato del Nobile Collegio del Cambio e del Nobile Collegio della Mercanzia; confratello del Sodalizio di San Martino, accademico d'onore dell'Accademia di belle arti Pietro Vannucci dove ricopre anche la carica di consigliere di amministrazione della relativa fondazione e membro del comitato di indirizzo della Fondazione Cassa di Risparmio di Spoleto e socio della Fondazione Cassa di Risparmio di Perugia.

## Opere (selezione)
- La pubblicità comparativa nell'Ordinamento italiano, in Il diritto dell’informazione e dell’informatica, 2000
- Rapporto giuridico e anomalie telematiche, Perugia, 2000
- Il mezzo radiotelevisivo, Perugia, 2001
- La tutela del navigatore in Internet, in Responsabilità comunicazione impresa, 2002
- Dimostrazione della verità dei messaggi, in Responsabilità, comunicazione e impresa, Commentario al Codice dell’autodisciplina pubblicitaria, Milano, 2003
- Il diritto altrove. La sponda sud del Mediterraneo, Roma, 2005
- Il diritto all'abitazione nella prospettiva dell'Housing sociale, Napoli, 2008
- Persona e alimentazione: un diritto in divenire, Torino, 2009
- Percorsi di codificazione. La Cina delle regole, Bologna, 2011
- Il codice civile tra Costituzione e ordinamento comunitario. Atti del convegno Università per Stranieri di Perugia, 9 marzo 2012, Napoli, 2013
- Globalization and Private Law. Interpretation, cultural traditions, language issues, Trento, 2014
- Right to water and human dignity, Trento, 2014.
- Internazionalizzazione in Africa tra imprese, istituzioni pubbliche e organizzazioni no profit, Milano, 2015